# Nannothemis
Nannothemis is een geslacht van libellen (Odonata) uit de familie van de korenbouten (Libellulidae).

## Soorten
Nannothemis omvat 1 soort:
- Nannothemis bella (Uhler, 1857)